# Alnö kommundel
Alnö kommundel är en av Sundsvalls kommuns åtta kommundelar. Den omfattar distriktet Alnö och motsvarar den tidigare kommunen Alnö. Tätortena Ankarsvik, Gustavsberg, Hovid och Vi ligger i kommundelen.